# ホルヘ・サリナス
ホルヘ・サリナス（Jorge Salinas、1968年7月27日 - ）は、メキシコの男優。

## 出演

### 映画
- アモーレス・ペロス(2000年)

### テレビドラマ
- ミー・コラソン・エス・トウヨ(2014年 - 2015年)
- ウン・ポキト・トゥヨ(2019年)